# Utricularia sandersonii
Utricularia sandersonii är en tätörtsväxtart som beskrevs av Oliver. Utricularia sandersonii ingår i släktet bläddror, och familjen tätörtsväxter. Inga underarter finns listade i Catalogue of Life.

## Bildgalleri

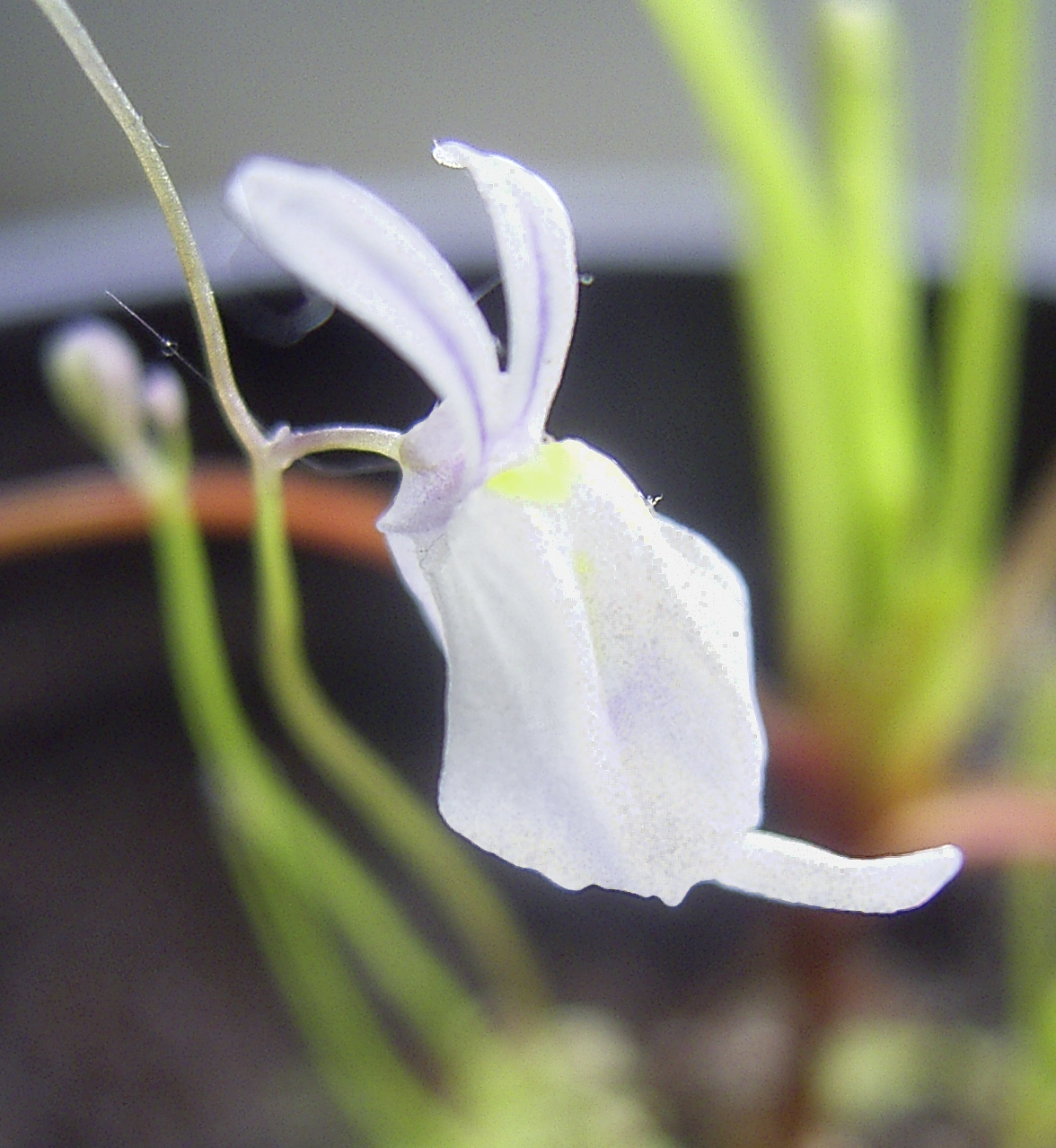
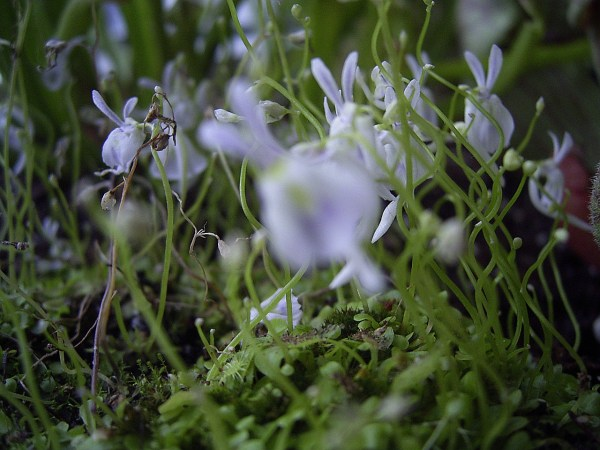
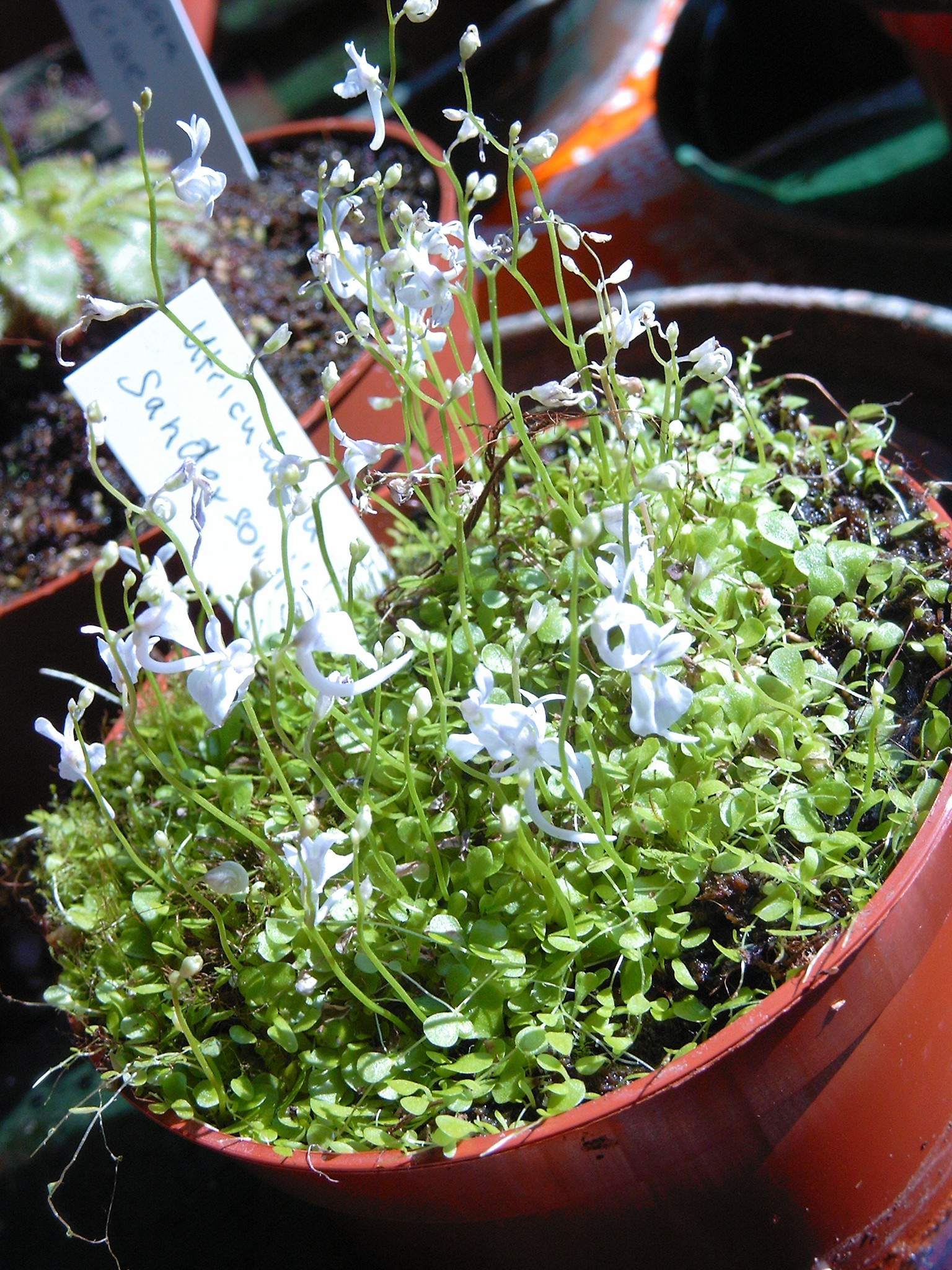
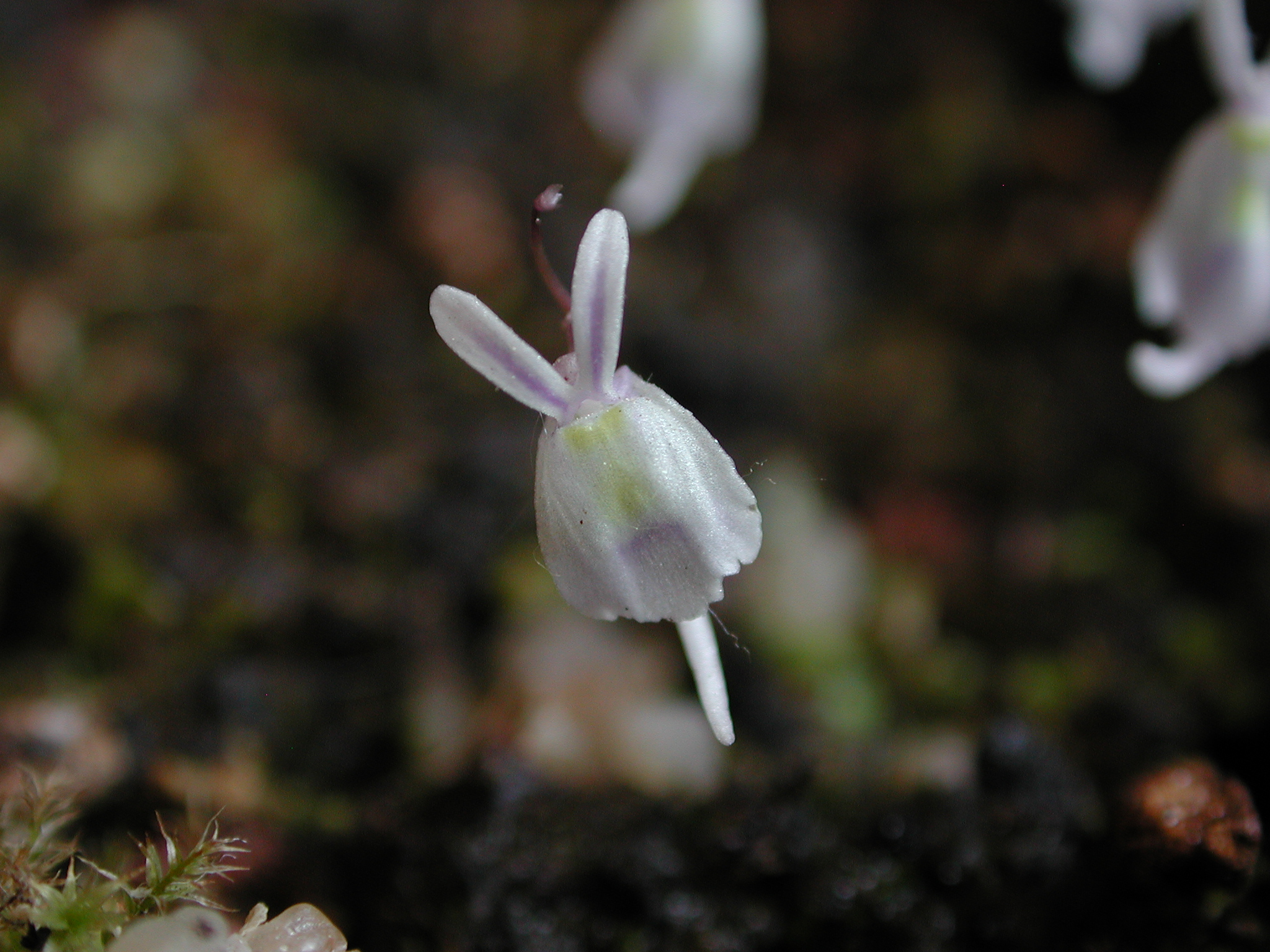
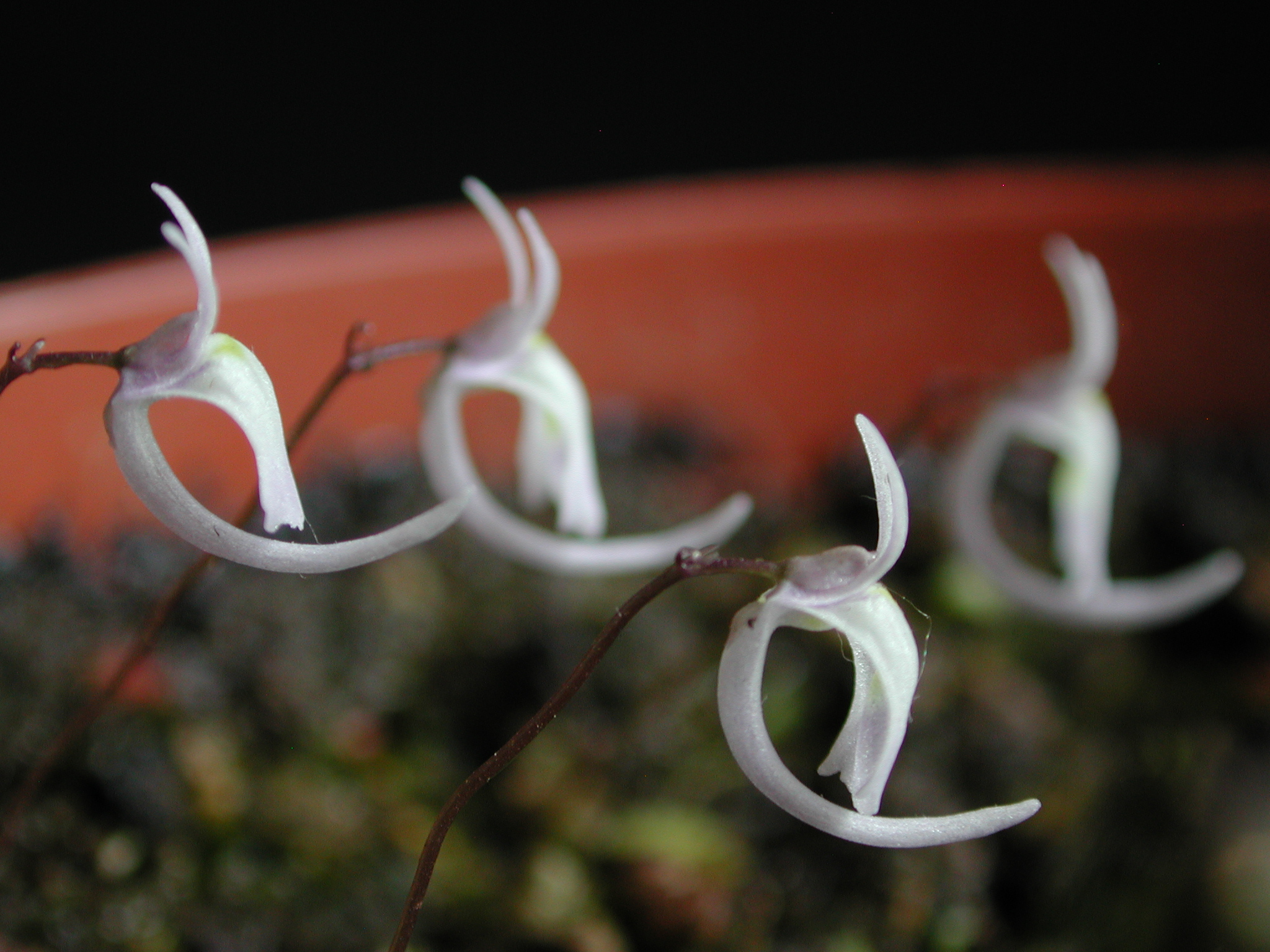
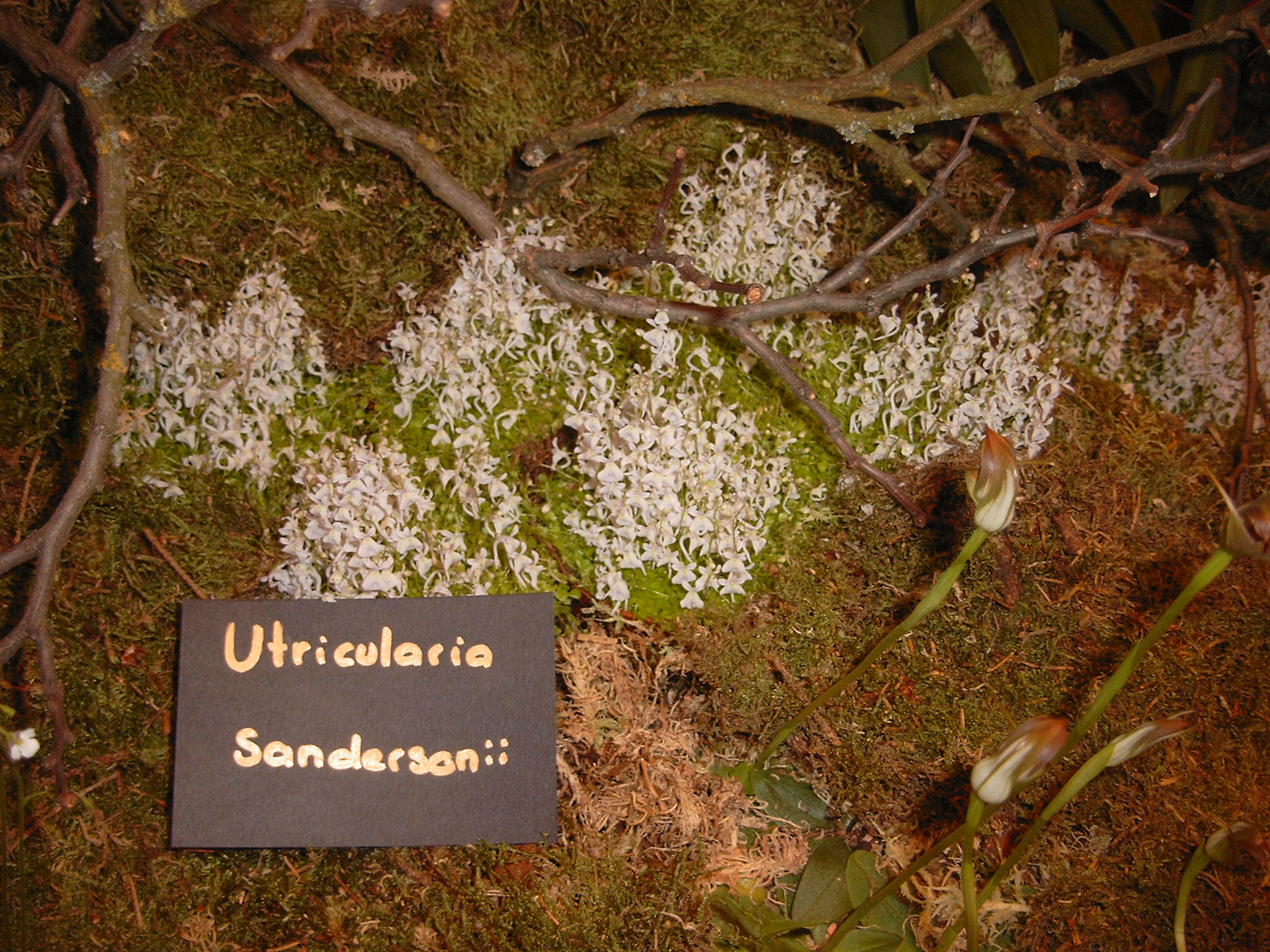